# شهرداری سیگولدا
شهرداری سیگولدا (به لاتین: Sigulda Municipality) یک شهرداری در لتونی است. شهرداری سیگولدا ۱۷٬۵۷۹ نفر جمعیت دارد.

## خواهرخوانده
شهرهای Bundoran و بخش فالشوپینگ خواهرخوانده‌های شهرداری سیگولدا هستند.